# Boulou et Elios Ferré
Pour les articles homonymes, voir Ferré.
Boulou Ferré, né Jean-Jacques Ferret à Paris le 24 avril 1951, et Elios Ferré, né le 18 décembre 1956, sont deux guitaristes français de jazz manouche. Ils forment un duo à partir de 1979, puis un trio avec Michel Graillier et ensuite Alain Jean-Marie. C'est avec leur famille qu'ils ont fait leur apprentissage précoce.

## Biographie

### Famille
Boulou et Elios Ferré sont les fils de Pierre-Jean Matelo Ferret, plus connu sous le nom de Matelo Ferret, cadet d'une famille de musiciens gitans. Ils ont pour oncles Baro et Sarane Ferret qui les initient très tôt à la guitare et aux chants tziganes. Dans leur famille, la guitare manouche est omniprésente. Leur père a, comme ses deux frères, accompagné Django Reinhardt et Stéphane Grappelli au Quintette du Hot Club de France.

### Carrière
Boulou commence l'apprentissage de la guitare très tôt avec son père :

« Sans Matelo Ferret, ni Elios ni moi-même n’aurions joué de la guitare. On parle souvent de master-class aujourd’hui. Nous, nous vivions cela en permanence. Il nous faisait travailler les gammes à longueur de journées, les articulations et la technique au maximum. Il disait toujours : "Il y a des doigts sans âmes, et des âmes sans doigts". […] Il disait : "Soyez avant tout une oreille et travaillez tous les jours votre guitare. Une journée sans jouer sera une journée que vous ne vivrez plus." Sans Matelo, nous n’aurions peut-être pas cette passion. »

— Boulou Ferré, parlant de son père dans Jazz Hot.
L'apprentissage est complété par ses oncles, si bien qu'à six ans, Boulou chante des solos de Dizzy Gillespie et donne son premier concert à huit ans.
Il a 12 ans, il est remarqué quand il accompagne Jean Ferrat et il grave son premier disque sous le nom de Boulou. Sa réputation va jusqu'aux États-Unis. En 1965, il participe au Festival d'Antibes où il joue en première partie du concert de John Coltrane. Le deuxième disque de Boulou est enregistré en 1966 avec le Paris All Stars, formation composée de Michel Gaudry, Andy Arpino, Maurice Vander, Dany Doriz, Pierre Gossez, Emile Serré, Eddy Louiss, Guy Boyer, Danielle Licari.
Boulou poursuit sa carrière sur scène et en studio où il chante et joue de la guitare. Parallèlement, il suit les cours d'Olivier Messiaen, puis il passe à la guitare électrique, aux côtés de Gunter Hampel et Takashi Kako tout en abordant la musique classique,.
En 1974, il forme le Corporation Gypsy Orchestra et, en 1979, il enregistre pour SteepleChase Records.
À partir de 1979, il forme un duo avec son frère Elios. Il participe une fois au Trio Gitan avec Christian Escoudé et Babik Reinhardt et, en 1988, au quartette créé par Philippe Combelle (fils d'Alix Combelle).
Il reste très proche d'Elios avec lequel il forme ensuite un trio, d'abord avec Michel Graillier, puis avec Alain Jean-Marie.
Boulou a abordé tous les domaines musicaux — classique, jazz, rock —, ce qui lui a permis d'ouvrir le genre jazz manouche et d'échapper à une mode. Le duo qu'il forme avec son frère cadet s'est produit un peu partout dans le monde et joue une musique très éclectique, qui va des valses swing chères à Matelo et Baro (Swing valse, Montagne St Geneviève), au répertoire bebop (All the Things You Are), en passant par Jean-Sébastien Bach (dont Boulou collectionne les partitions originales).
En 2004, ils jouent au concert d'hommage des 30 ans de carrière de Pierre Bachelet.
En 2015, Boulou Ferré, Elios Ferré et Christophe Astorfi ont enregistré l'album CD La Bande des trois — Quand le jazz rencontre la chanson française, sorti en septembre 2015 chez Label Ouest (L'Autre Distribution).

### Décoration
Le 10 avril 2012, ils reçoivent l'insigne de chevalier des Arts et des Lettres comme d'autres musiciens ce jour-là (Biréli Lagrène et Thomas Dutronc). Le ministre de la culture, Frédéric Mitterrand rend hommage « à une école très particulière du jazz français et européen, dont vous êtes tous les quatre des représentants remarquables […] »

## Discographie
- Bluesette, Barclay, 1964
- C'est si bon, Barclay, 1964
- Jazz/Left Bank (avec les Paris All Stars), Barclay, 1965
- Boulou & les Paris All Stars, Barclay, 1966
- Boulou & The Corporation Gypsy Orchestra, Barclay, 1974
- Pour Django, Steeplechase, 1979
- Gypsy Dreams, Steeplechase, 1980
- Trinity (avec NHOP), Steeplechase, 1983
- Relax and Enjoy (avec Jesper Lundgaard & Ed Thigpen), Steeplechase, 1985
- Nuages (avec Jesper Lundgaard), Steeplechase, 1986
- Confirmation (avec Jesper Lundgaard & Ed Thigpen), Steeplechase, 1989
- Guitar Legacy, Steeplechase, 1991
- New York, New York (avec George Cables, Jay Anderson & Billy Hart), Steeplechase, 1997
- Intersection (avec Alain Jean-Marie), Frémeaux/La Lichère, 2002
- The Rainbow of Life (avec Alain Jean-Marie et Gilles Naturel), Bee Jazz, 2003
- Shades of a Dream (avec Ricardo Del Fra ), Bee Jazz , 2004
- Parisian Passion (avec Pierre Boussaguet, Alain Jean-Marie, Stéphane Belmondo), Bee Jazz, 2005
- Live in Montpellier (avec Pierre Boussaguet, Alain Jean-Marie, Lionel Belmondo, Stéphane Belmondo, Didier Lockwood, Giani Lincan, Philip Catherine), Harmonia Mundi, 2007
- Live in Marciac (avec Christian Escoudé et Babik Reinhardt), Harmonia Mundi, 2008
- Brothers to Brothers (avec Lionel Belmondo, Stéphane Belmondo, Pierre Boussaguet, Alain Jean-Marie), Harmonia Mundi, 2008
- Complete Barclays Recordings, Universal / Universal Music Edition, 2012

### Participations
- Avec Gunter Hampel, Espace, Birth, 1970
- Avec Emergency (Glenn Spearman, Takashi Kako, Bob Reid, Sabu Toyozumi), Homage to Peace, America Records, 1973
- Bob Reid presents : The Best of Emergency, Kwela Records, 1976
- Avec Steve Lacy, Dreams, Saravah, 1976
- Avec Matelo Ferret, Tziganskaïa, Vogue, 1978 (rééd. Hot Club Records, 1988)
- Avec Christian Escoudé et Babik Reinhardt, Three of a Kind, JMS, 1985
- Avec Gus Viseur, De Clichy à Broadway